# سخنرانی ۱ سپتامبر ۱۹۳۹ رایشستاگ
سخنرانی آدولف هیتلر در ۱ سپتامبر ۱۹۳۹ در مقابل رایشتاگ آلمان به مناسبت تهاجم آلمان به لهستان برگزار شد. 
در آن، هیتلر حمله به لهستان را که جنگ جهانی دوم را در اروپا آغاز کرد، توضیح داد. از این سخنرانی نقل قول معروف می‌آید: «از ساعت ۵:۴۵ صبح تیرها شلیک شده‌است! "

## محتوی
هیتلر سخنرانی خود را که در رادیوی (سراسری-ملی) آلمان پخش شد، با ذکر این نکته آغاز کرد که آلمان و مردم آلمان به دلیل معاهده ورسای از «شرایط غیرقابل تحمل» رنج خواهند برد. او توضیح داد که اغلب سعی کرده‌است این وضعیت را با پیشنهادهای مسالمت آمیز تغییر دهد و این پیشنهادات توسط لهستان رد شده‌است. او سپس ادعا کرد که لهستان ماه‌ها با شهر آزاد دانزیگ می‌جنگد و اقلیت آلمانی ساکن لهستان از حق رای محروم شده و با آنها بدرفتاری می‌شود. اخیراً چند حادثه مرزی رخ داده بود و شب قبل از سخنرانی وی سه حادثه مرزی بسیار جدی رخ داد. با این حال، هیتلر به صراحت به حمله به ایستگاه رادیویی گلایویتز (که در واقع توسط اس اس جعلی شده بود) اشاره نکرد. او سپس از دخالت کشورهای اروپای غربی - یعنی بریتانیای کبیر و فرانسه - در این درگیری ابراز نادرستی کرد. او همچنین از ایتالیا برای حمایت از او در تمام مدت تشکر کرد. وی سپس پیمان عدم تجاوز آلمان و شوروی را ستود و آن را از یک سو با این واقعیت توجیه کرد که نه آلمان و نه شوروی قصد صدور ایدئولوژی خود را به کشور دیگر نداشتند و از سوی دیگر با این واقعیت که «روسیه و آلمان [در جنگ جهانی با یکدیگر جنگیده بودند] و در نهایت هر دو کسانی بودند که رنج بردند. او سپس توضیح داد که ورماخت «نمی‌خواست با زنان و کودکان بجنگد» و لوفت‌وافه می‌خواست خود را به اهداف نظامی محدود کند. با این حال، لهستان نباید از این مجوز کسب کند. معروف‌ترین قسمت سخنرانی در ادامه آمده‌است:
لهستان امشب برای اولین بار حتی با سربازان عادی به خاک ما شلیک کرد. از ساعت ۵:۴۵ بامداد، تیراندازی‌ها شروع شده‌است! و از این به بعد بمب با بمب پاسخ داده خواهد شد! هر که با زهر بجنگد با گاز سمی می‌جنگد. هر کسی که از قوانین جنگ انسانی دور شود، فقط می‌تواند از ما انتظار داشته باشد که همین کار را انجام دهیم. تا زمانی که امنیت رایش و حقوق آن تضمین شود، هر کسی که باشد، با آن مبارزه خواهم کرد.

هیتلر سپس اعلام کرد که آلمان به مراتب بهتر از سال ۱۹۱۴ برای جنگ آماده است و تأکید کرد که هرگز تسلیم نخواهد شد. حتی می‌گفت یا پیروز می‌شوم یا پایان جنگ را نمی‌بینم. او همچنین هرمان گورینگ و رودولف هس را به عنوان جانشینان خود در صورت وقوع اتفاقی برای او منصوب کرد. در پایان سخنرانی، هیتلر به نمایندگان رایشتاگ اشاره کرد که آنها مسئول خلق و خوی منطقه خود هستند. وی در پایان سخنان خود گفت:
اگر این جامعه را تشکیل دهیم، از نزدیک
  توطئه کردیم، مصمم به انجام هر کاری، هرگز حاضر به تسلیم نشدن، آنگاه اراده ما بر هر نیازی مسلط خواهد شد.
من با سخنرانی که زمانی شروع به مبارزه برای قدرت در رایش کردم، سخنان خود را پایان می‌دهم. در آن زمان گفتم: اگر اراده ما آنقدر قوی است که هیچ نیازی نمی‌تواند آن را از میان بردارد، پس اراده ما و فولاد آلمانی ما نیز بر نیاز مسلط می‌شود!
آلمان - Sieg Heil!

پس از سخنرانی، رایشتاگ به اتفاق آرا قانون اتحاد مجدد شهر آزاد دانزیگ با رایش آلمان را تصویب کرد که توسط رهبر جناح حزب ناسیونال سوسیالیست کارگران آلمان و وزیر کشور رایش ویلهلم فریک معرفی شد. در پایان این نشست، هرمان گورینگ به عنوان رئیس رایشتاگ تأکید کرد که مردم آلمان به پیروزی در این جنگ متقاعد شده‌اند. در پایان جلسه دویچلندلید و هورست وسل لید خوانده شد.

## خودنمایی هیتلر
هیتلر همچنین از ظاهر خود در مقابل رایشتاگ استفاده کرد تا خود را در نقش تبلیغاتی جدید به عنوان «نخستین سرباز» رایش به نمایش بگذارد. این نقش بر اساس نزدیکی ویژه به نیروهای رزمنده بود. او خود را «رفیق و رفیق(ها)» معرفی می‌کرد که در مشکلات، سختی‌ها و خطرات سربازان شریک است. هیتلر برای اینکه نقش جدید خود را به صورت بصری برجسته کند، لباسی به رنگ خاکستری بدون نشان درجه به تن کرد که مخصوصاً برای او طراحی شده بود.

او در سخنرانی خود را «نخستین سرباز» معرفی کرد:
من از هیچ مرد آلمانی چیزی نمی‌خواهم غیر از آنچه که خودم برای چهار سال در هر زمانی حاضر به انجام آن بوده‌ام. در آلمان نباید هیچ محرومیتی وجود داشته باشد که من خودم فوراً آن را بر عهده نگیرم. از این به بعد تمام زندگی من بیش از هر زمان دیگری متعلق به مردمم است. من نمی‌خواهم اکنون چیزی جز اولین سرباز رایش آلمان باشم.

دوباره آن کت را پوشیدم که زمانی مقدس‌ترین و عزیزترین من بود. فقط بعد از پیروزی آن را برمی‌دارم وگرنه پایان آن را نخواهم دید! 
دو روز بعد، در ۳ مارس در ۱۹ سپتامبر ۱۹۳۹، هیتلر با قطار ویژه خود عازم لهستان شد تا نقش جدید خود را به عنوان «نخستین سرباز» از طریق یک سری به اصطلاح «سفرهای مقدماتی» در سپتامبر و اکتبر ۱۹۳۹ پر کند.

## متفرقه
این ادعا که حمله به لهستان در ساعت ۵:۴۵ صبح آغاز شد، دروغ است. در واقع، در اوایل ساعت ۴:۴۷ صبح، ناو جنگی شلسویگ-هولشتاین به سمت پادگان لهستانی در وسترپلات آتش گشود. به گفته شاهدان عینی، حمله به لهستان حتی زودتر با حمله هوایی به ویلون در ساعت ۴:۳۷ صبح آغاز شد.

## ادبیات
- کریستوف ریچل: هیتلر به عنوان یک سیاستمدار نمادین، Kohlhammer Verlag، اشتوتگارت ۲۰۱۴.

## لینک‌های وب
- جلسه از 1 سپتامبر ۱۹۳۹ در reichstagprotokolle.de
- آدولف هیتلر، اعلامیه دولت رایش در مقابل رایشتاگ آلمان، 1. سپتامبر ۱۹۳۹ در 1000dokumente.de